# Výstředník

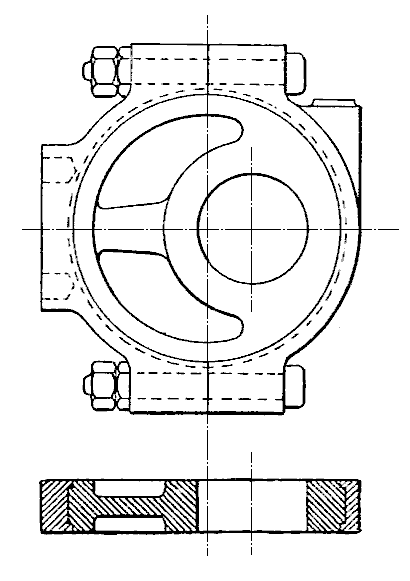
Nákres výstředníku, dobře je patrné posunutí os

Výstředník, nebo též excentr, je speciální druh kruhové vačky.
Je to kruhová deska (nebo válec), jejíž osa je posunuta proti ose hřídele. Tato deska slouží jako vnitřek ložiska, které převádí otáčivý pohyb na posuvný.
Výstředníky dlouhou dobu nahrazovaly u strojů klikové mechanismy, protože byly výrobně jednodušší a nenarušují hřídel. Typickým příkladem budiž výstředníkové rozvody parních strojů a lokomotiv. Na principu výstředníku ale pracují i některé další stroje (například výstředníkový lis). Výstředníky jsou také často využívány jako součástka, pomocí níž lze seřizovat stroje pouhým jejím natočením.

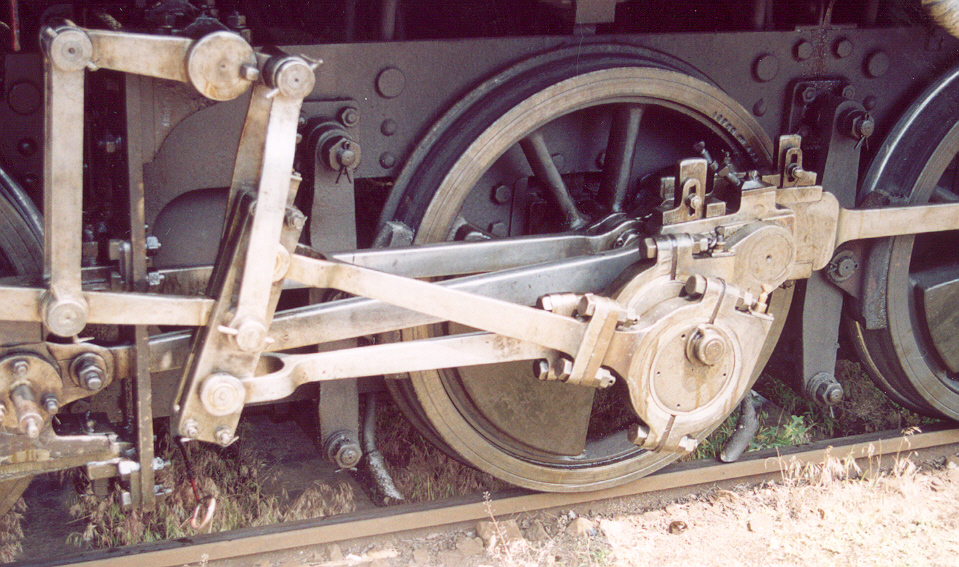
Příklad použití dvojice výstředníků na Allan-Trickově lokomotivním rozvodu
Animace činnosti výstředníku (modrý střed je výstředník a rotuje kolem bílého bodu)